# Academia Nacional de Ciencias, Bellas Letras y Artes de Burdeos
La Academia Nacional de Ciencias, Bellas Letras y Artes de Burdeos (en francés, Académie nationale des sciences, belles-lettres et arts de Bordeaux) es una sociedad científica creada el 5 de septiembre de 1712 mediante cartas patente de Luis XIV. Su objetivo es ayudar a desarrollar las ideas, el trabajo y la investigación de los académicos miembros. Cada año concede premios que ponen en valor diversas obras científicas o literarias.

## Histórico
En 1667, François-Henri Salomon de Virelade, presidente a mortier del Parlamento de Burdeos, elegido miembro de la Academia Francesa, tuvo la idea de crear una Academia de Ciencias en Burdeos, puesto que en la burguesía bordelesa había entusiastas de un «nueva física». Como era de esperar, la idea de crear esta sociedad despertó desconfianza en la Universidad, celosa de sus privilegios a lo que siguieron una serie de controversias que acabaron con la incipiente Academia en 1670, al mismo tiempo que el presidente Salomón.
A principios del siglo XVIII un nuevo ímpetu se adueña de Burdeos: su actividad marítima adquiere una dimensión internacional y el Puerto de la Luna se convierte en el instrumento de su desarrollo. En estos momentos en que se desarrolla una energía renovada en la ciudad, se pone de manifiesto la necesidad de fundar una academia, siguiendo el modelo de las sociedades literarias y científicas establecidas en muchas ciudades de provincia. Se trataba de crear un lugar de influencia, de intercambio de ideas, de reflexiones para acompañar el gran movimiento intelectual de la emergente Ilustración.
El nacimiento de la Academia de Ciencias, de las Bellas Letras y de las Artes de Burdeos se desarrolló en varias etapas:

### Academia de Líricas
En 1707 se creó por primera vez en Burdeos una sociedad de músicos aficionados: miembros intérpretes, cantantes e instrumentistas, fundada por personas «ricas y de buenas familias» que, en una sala de la calle Margaux, dan conciertos. Pronto se añaden, según el abad Jules Bellet (1672-1752), a estas tres clases, una cuarta compuesta por un número de señoritas para cantar en los recitales y en los coros, porque «sin una entrada para cantar, no se puede tener una hermosa ejecución musical.»
El emblema de la Sociedad era una lira con el lema Felicius una, llamándose «Academia de Líricas».
Los miembros eran:
- Antoine de Gasc
- Issac Sarrau de Boynet
- Jean Sarrau de Vésis
- Jean-François de Melon
- Jean-Baptiste de Caupos
- André-Fraçois Benoît Leberthon
- Joseph de Navarre
- Louis-François de César
- Abbé Jules Bellet
- Abbé André Olivier
- Joseph Cardoze, médecin
- François Bellet, médecin.

Mientras esperaban la inauguración de los conciertos, los académicos, todas personas con buenos estudios, discutían entre ellos temas de historia, literatura y física, en el mismo lugar de las reuniones. Pero bien pronto la disputa se volvió lo suficientemente viva entre los partidarios de letras y los de ciencias favoreciendo que se produjera una ruptura.
Por ello surgen dos academias: una de partidarios de letras, con su sede en la rue Sainte-Eulalie; la otra, partidarios de ciencias, con su sede en la rue Sainte-Catherine. La primera no pervivió mucho; en cuanto a la segunda, continuó centrándose en la física al mismo tiempo que daba conciertos en casa de uno u otro de sus miembros hasta el día en que, en 1711, se trasladó a la rue des Ayres, en casa del señor Bretons, abogado.
Fue esta gusto por la música la que, reuniendo a personas instruidas, propició el nacimiento de la Real Academia de Ciencias, Bellas Letras y Artes de Burdeos.

### Real Academia de Ciencias, Bellas Letras y Artes
La inquietud por todas las novedades intelectuales exigió la apertura de esta asociación a nuevas mentes sobre las principales cuestiones del momento que se debían discutir. Para evitar una disputa entre antiguos y modernos, entre físicos y antifísicos, etc., un erudito local, el abad Jules Bellet, convence a sus amigos para buscar un protector que defienda a la Sociedad de cualquier intromisión. Y que, a través de él, pudieran obtener cartas de patente real, siguiendo el ejemplo de las Academias de Arlés, Angers, Soissons, etc. Este protector se encargaría de los trámites ante el rey Luis XIV.

#### La creación de la Academia.
Los pasos para la creación de la Academia fueron bastante increíbles y se llevaron a cabo casi de forma clandestina.
El recuerdo de los reveses de François-Henri Salomon de Virelade con los miembros de la universidad, los conflictos y la escisión en el seno de la Academia de Líricas exigió prudencia en los objetivos. Debía guardarse el máximo secreto sobre el proyecto y, en particular, sobre la redacción de los estatutos. Se temía la reacción de quienes, a caballo de sus prerrogativas, detentaban el poder en Burdeos: los jurados, los parlamentarios, los miembros de la Universidad y el arzobispo Armand Bazin de Bezons.
El abad Jules Bellet pensó en un gran señor de la época, Henri-Jacques Nompar de Caumont, duque de La Force, par de Francia, cercano al futuro regente y amante de los salones literarios. ¿Por qué esta elección? Porque el hermano del abad, François Bellet, residente en Sainte-Foy-la-Grande, era el médico de este potentado personaje, cuya residencia estaba cerca de Bergerac.
El abad Bellet y sus amigos refinaron su proyecto, inspirándose en artículos de la Academia Francesa y de la Academia de Ciencias. Entonces el abad, para saber cómo acercarse a este par francés, escribió a su hermano. Le aconsejó que recurriera a la media hermana del duque, Charlotte-Rose de Caumont La Force «amiga de las musas», novelista, mujer de escándalo, pero cercana a Luis XIV. Todo funcionaba perfectamente. De François Bellet llegan buenas noticias: el duque estaba preparado para recibir una delegación.
Fueron elegidos para esta delegación Jean-Baptiste de Caupos, Isaac de Sarrau de Boynet, el abad Jules Bellet y su hermano François, el médico. Dos meses más tarde, los dos enviados de Burdeos partieron con la mayor discreción. Todos habían informado a familiares y amigos de que se encontraban en Limoges, sin dar el motivo ni el itinerario exacto del viaje. Jean-Baptiste de Caupos e Isaac de Sarrau de Boynet van a Cadillac, donde les espera Jules Bellet, el canónigo local, y los tres fueron a Sainte-Foy-sur-Dordogne a recoger a François Bellet. Finalmente los cuatro llegaron al chateau de La Force.
Se habló de nuevas observaciones físicas, música y se convino en que las bellas letras debían estar asociadas con el proyecto. En conclusión, el duque prometió interceder ante el rey. En febrero de 1712 el duque convocó a los mismos negociadores a su chateau para informarles que el rey había aceptado su propuesta. Y como debían ir a París, solicitar allí las patentes reales.

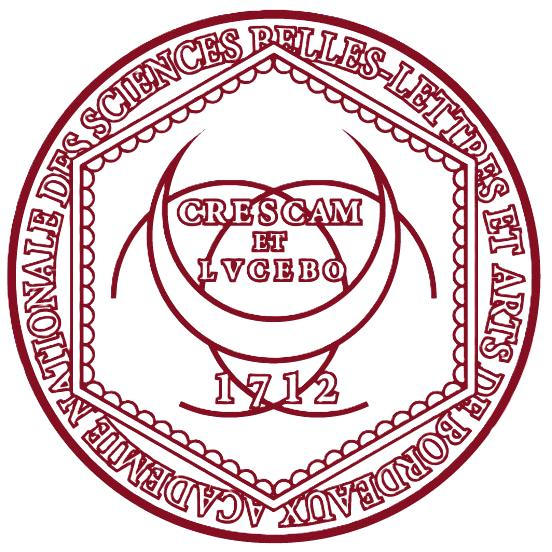
Sello (1712)

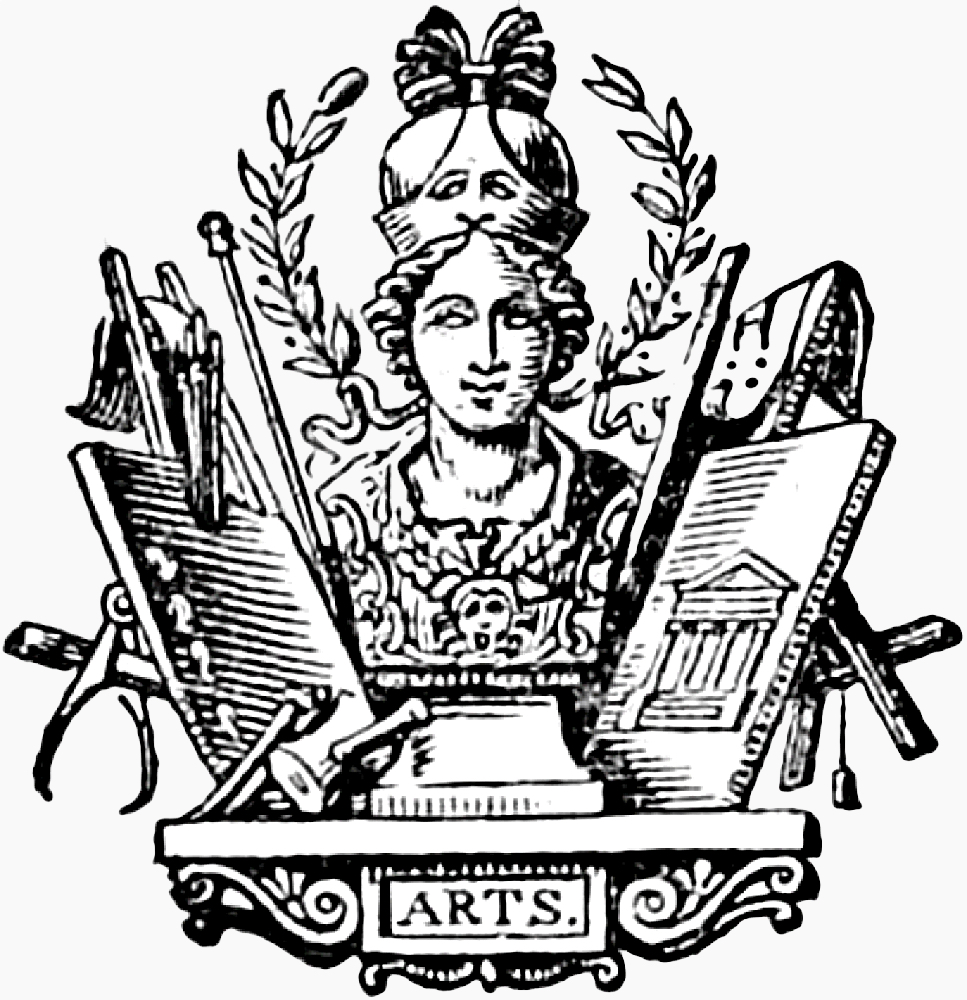
Sello (1828)

Pasaron unos meses sin más novedades. Jean-Baptiste de Caupos partió hacia la capital donde descubrió que sólo faltaban los nombres de los académicos y su lema.
Finalmente las patentes reales, firmadas por el rey el 5 de septiembre de 1712 en Fontainebleau, fueron enviadas por paquete con la lista de los doce académicos y el nuevo lema («Crescam y lucebo»: "Creceré y brillaré").
El grupo de fundadores se dedicó a redactar el reglamento interno. Algunos puntos que fueron decididos:
- No se debía decir ni escribir nada sobre religión «quien se arriesgaba contra la fe».
- Se debía estar atentos a las buenas costumbres,
- No se debía atacar al gobierno,
- Cualquier sátira personal o cualquier pensamiento o palabra equívoca estaba prohibida.
- Por último, se tenía cuidado de rechazar el uso de términos inadecuados para el idioma.
- Se respetaba la brevedad de los textos o discursos para no exceder la media hora de lectura.

Finalmente se eligieron los oficiales de la Academia:
- Director, Antoine de Gascq, presidente de Mortier au Parlement,
- Secretario de Bellas Letras y Ciencias, Jean-François Melon, inspector de las granjas del rey,
- Secretario de las Artes, Isaac de Sarrau.
- Tesorero, Jean Sarrau de Vésis.

Sólo quedaba esperar la apertura del Parlamento de Burdeos, el 3 de mayo de 1713, para el registro de la fundación de la nueva Real Academia de Ciencias, Bellas Letras y Artes. Y así fue cómo, sin que nadie pudiera esta vez frustrar el proyecto, se creó la institución.
El 20 de mayo de 1713 tuvo lugar la solemne inauguración de la Academia en la capilla del Colegio de Guyena. Se cantó un Te deum y un Domine salvum fac regem. Por la tarde, Antoine de Gascq abrió la sesión con un discurso sobre la utilidad de las ciencias en un Estado, después de elogiar al rey y al protector. Todo terminó con una cena con ayudantes de cámara y antorchas, seguida de un baile al que estaban invitadas las damas de la Academia.

#### Los protectores (representantes del rey) de la Academia.
- 1712-1726 - Henri-Jacques Nompar de Caumont, duque de La Force, miembro de la Academia Francesa.
- 1726-1736: Charles-Jean-Baptiste Fleuriau de Morville, miembro de la Academia francesa.
- 1736–1742: Melchior de Polignac, miembro de la Academia Francesa.
- 1758–1781 – Duque de Richelieu, gobernador de Guyena, miembro de la Academia Francesa. No sería reemplazado.

#### Puntos de referencia cronológicos
- 1736 – Jean-Jacques Bel lega su hotel y su biblioteca a la Academia. La biblioteca está abierta al público.
- 1759 – Voltaire, miembro correspondiente, publica Cándido. Allí se burla de los académicos de Burdeos.
- 1767 – El Príncipe de Bauveau ofrece a la Academia un busto de Montesquieu obra de Jean-Baptiste Lemoyne.
- 1781 – Los jurados entregan las antigüedades del Hôtel de Ville a la Academia (origen de los futuros museos epigráficos y luego Museo de Aquitania)
- 1786 – El financiero Nicolas Beaujon legó los 6.000 volúmenes de su biblioteca a la Academia.
- 1793, como las demás academias, la de Burdeos fue abolida por moción del abad Grégoire y sus bienes nacionalizados el 22 de abril de 1793. Su hotel y su biblioteca fueron entregados a la ciudad de Burdeos.

### Sociedad de Historia Natural de Burdeos
La Academia renació en 1796 con un título modesto y una forma muy suavizada: Sociedad de Historia Natural de Burdeos (el nombre exacto de la Academia cambiará en función del sistema constitucional vigente). La sociedad funcionó durante unos meses como sociedad privada. Su primera sesión se celebró el 23 de frimario (13 de diciembre de 1796).
La empresa tenía dos tipos de miembros:
- Asociado ordinario, que se dedique al estudio de la historia natural y que se comprometa con su labor y con el incremento de la colección de la sociedad;
- Asociado libre, que se comprometía únicamente a ayudar a la sociedad mediante una aportación anual superior a la de un socio ordinario.

### Sociedad de Ciencias, Letras y Artes
La Sociedad de Ciencias, Bellas Letras y Artes sucedió a la Sociedad de Historia Natural el 13 de brumario del año VI (3 de noviembre de 1797). Los reglamentos de la sociedad y la lista de miembros fundadores se publicaron en 1797. Había desaparecido la distinción entre asociado ordinario y asociado libre.

### Academia de Ciencias, Letras y Artes de Burdeos
- 1814 – Renacimiento del nombre Academia de Ciencias, Bellas Letras y Artes de Burdeos.

### Real Academia de Ciencias, Letras y Artes de Burdeos
- Pasó a ser Real Academia bajo Carlos X por orden del 13 de agosto de 1828.
- 1839 – El reglamento de la Real Academia fue aprobado por el ministro de Educación Pública.

### Academia Imperial de Ciencias, Letras y Artes de Burdeos
- En 1852 se convirtió en la Academia Imperial...

### Academia Nacional de Ciencias, Letras y Artes de Burdeos
- Con la Tercera República en 1870 obtuvo el título que aún conserva. Incluyó también miembros correspondientes franceses y extranjeros. Por tradición, el alcalde de Burdeos es su protector.

Su composición fue fijada primero por los estatutos de su fundación (25 artículos) modificados bastante profundamente por nuevos estatutos (37 artículos) adoptados por el Consejo de Estado el 20 de julio de 1871.

## Las sucesivas sedes de la Academia
- 1739 Jean-Jacques Bel legó su suntuoso hotel y varios edificios en la explanada del Château Trompette (n° 10 y 10 bis de las actuales Allées de Tourny), y los académicos se beneficiaron de una sede privilegiada, hasta 1793, cuando la Academia fue disuelta y sus bienes confiscados.
- 1803 – La Academia se traslada al hotel de la famille Bel, ahora propiedad de la ciudad de Burdeos y compartió el local con su antigua biblioteca, embrión de la actual Biblioteca municipal de Burdeos.
- 1891 - Tras el traslado de la biblioteca municipal al Convento de los Dominicos, en cour Mably, la Academia también abandonó los locales para trasladarse al ateneo municipal, en el 52 rue des Trois-Conils, donde se asentó hasta 1939.
- 1939 – La Academia se traslada al Hôtel de Ragueneau, 71 rue du Loup.
- 1976 – La Academia y otras sociedades científicas bordelesas abandonan el Hôtel Ragueneau, debido a su deterioro, y se trasladan al Hôtel Calvet, 1 place Bardineau en Burdeos.

## Publicaciones de la academia
A partir de 1819 las comunicaciones realizadas a la Academia se publicaban en las Actes de l'Académie. El catálogo de todas las publicaciones de las actas está compilado por Gères et Céleste. Casi todos los volúmenes entre 1819 y 1928 están disponibles en línea.
- «Séance publique de l'Académie royale des sciences, belles-lettres et arts de Bordeaux pour les années 1820-1837». Gallica.
- «Actes de l'Académie Royale des Sciences, Belles-Lettres et Arts de Bordeaux (1839-1847)». Gallica.
- Actes de l'Académie Impériale des Sciences, Belles-Lettres et Arts de Bordeaux 12. 1850.
- Actes de l'Académie Impériale des Sciences, Belles-Lettres et Arts de Bordeaux 13. 1851.
- Actes de l'Académie Impériale des Sciences, Belles-Lettres et Arts de Bordeaux 14. 1852.
- Actes de l'Académie Impériale des Sciences, Belles-Lettres et Arts de Bordeaux 15. 1853.
- Actes de l'Académie Impériale des Sciences, Belles-Lettres et Arts de Bordeaux 18. 1856.
- Actes de l'Académie Impériale des Sciences, Belles-Lettres et Arts de Bordeaux 19. 1857.
- Actes de l'Académie Impériale des Sciences, Belles-Lettres et Arts de Bordeaux 20. 1858.
- «Actes de l'Académie Impériale des Sciences, Belles-Lettres et Arts de Bordeaux, volume 21 (1859)». Bayerische StaatsBibliothek.
- «Actes de l'Académie (1860 - 1928)». Gallica.